# Melania la Vieja
Santa Melania la Vieja, Melania la Anciana o Melania la Mayor (Hispania, 323 o 325 - Jerusalén, 410) es una santa cristiana de las Madres del desierto que tuvo gran influencia en el movimiento ascético cristiano que surgió posteriormente a que el emperador Constantino hiciese del cristianismo la religión oficial del Imperio Romano. 
Era abuela de santa Melania la Joven y prima de Paulino de Nola, que en su Carta 29, dirigida a su amigo Sulpicio Severo se referiría a Melania.

## Vida
Melania, hija del cónsul romano Marcelino y de una rica dama hispana, nació en Hispania. Era nieta por parte paterna de Antonio Marcelino, cónsul en el año 341, por lo que pertenecía a la gens Antonia.
Se casó a los catorce años con el prefecto romano Valerio Máximo Basilio en los alrededores de Roma. Cuando tenía veinte años, perdió a su marido y a dos de sus tres hijos, por enfermedad. Melania se trasladó entonces a Roma con el hijo sobreviviente, Valerio Publícola (Publicola o Poplicola), y se convirtió al cristianismo, tomando entonces la resolución de consagrarse a Dios.
Dejó a su hijo Publícola al cuidado de personas prudentes y piadosas que cuidarían de su educación y partió hacia Alejandría con otras damas para estudiar los movimientos cristianos del desierto. Repartió parte de su fortuna entre los necesitados y vivió durante un año en la zona desértica de Egipto. Allí visitó el centro monástico de Nitria y en Alejandría conoció a Rufino, monje y exégeta que conocía a Jerónimo de Estridón desde Roma, a Pambo y a Dídimo el Ciego.
Cuando, a la muerte del obispo Atanasio de Alejandría en el año 373, se desató una persecución contra la herejía arriana, que dominaba en Egipto, muchos de los monjes y obispos fueron exiliados a Palestina. Melania fue hacia allá para ayudarlos y se dice que los visitaba en prisión, por la noche, disfrazada.
Después de que los monjes fueran puestos en libertad cinco años después (Ruether), Melania llegó a Jerusalén, donde fundó con Rufino un monasterio de monjes y otro de monjas en el Monte de los Olivos.
El monasterio femenino, situado cerca del Santuario de la Ascensión, llegaría a albergar hasta 50 vírgenes, con quienes compartiría una vida regular y penitente. Dispondría anejo, una hospedería para necesitados y peregrinos. Allí conocería a la peregrina Egeria, de Hispania, como ella, con quien mantendría una estrecha amistad y a Evagrio el Monje.
En el 399 partiría a Roma para ver a su hijo, quien se había casado con Ceyonia Albina, nacida hacia 368, hija de Ceyonio Rufio Albino, donde influiría a la hija del matrimonio, también llamada Melania, que sería conocida como Melania la Joven y que la llevaría también a seguir la vocación religiosa de su abuela. También convertiría al cristianismo a parte de la familia, como a Furcio Aproniano, marido de su sobrina Avita.
Regresó a Palestina en el año 404 y murió en el año 410 en Jerusalén.

## Implicaciones
Está considerada como santa. Su festividad se celebra el 8 de junio.
Debido a su implicación como pro-origenista en la controversia de la década de 390, Jerónimo fue especialmente virulento con ella, incluso haciendo juegos de palabras con su nombre, llamándola "negra de nombre y negra de naturaleza", e intentó expurgar las anteriores pródigas alabanzas de Melania hacia él en sus escritos. Son de notar los elogios hacia ella de San Agustín de Hipona y San Paulino de Nola. 
Santa Melania la Vieja está más considerada en la Iglesia Ortodoxa. Fue mentora espiritual de Evagrio Póntico, a quien albergaría en Jerusalén y que más tarde sería el autor de la Filocalia ortodoxa. Le convencería para ir a Egipto a unirse a los ascetas del desierto, lo que llevaría  a mantener una correspondencia con él mientras estuvo allí y sus cartas están publicadas en alemán bajo el título de "Cartas del Desierto".